# کبلوف
کبلوف (به چکی: Keblov) یک منطقهٔ مسکونی در جمهوری چک است که در ناحیه بنشوو واقع شده‌است. کبلوف ۷٫۱۱ کیلومتر مربع مساحت و ۱۷۱ نفر جمعیت دارد.